# Ирмер, Карл-Хайнц
Карл-Хайнц Георг Людвиг Курт Ирмер (нем. Karl-Heinz George Ludwig Kurt Irmer; 22 июля 1903, Бремен — 8 ноября 1975, Бремен) — немецкий хоккеист на траве, полузащитник. Бронзовый призёр летних Олимпийских игр 1928 года.

## Биография
Карл-Хайнц Ирмер родился 22 июля 1903 года в немецком городе Бремен.
Играл в хоккей на траве за «Берлинер-92» и «Клуб цур Фар» (КцФ) из Бремена.
В 1928 году вошёл в состав сборной Германии по хоккею на траве на летних Олимпийских играх в Амстердаме и завоевал бронзовую медаль. Играл на позиции полузащитника, провёл 2 матча, мячей не забивал.
В 1924—1928 годах провёл 6 матчей за сборную Германии.
Работал торговцем.
Умер 8 ноября 1975 года в Бремене.